# Столбовой, Иван Александрович
Иван Александрович Столбовой (11 августа 1986, Ольга, Ольгинский район, Приморский край, СССР) — российский футболист, нападающий.

## Карьера
Воспитанник ДЮСШ города Арсеньев и футбольного клуба «Луч» Владивосток. Профессиональную карьеру, включающую в себя выступления в первом (ФНЛ) и втором (ПФЛ) российских дивизионах, начал в 2005 году в тверской «Волге», далее выступал за «Пресню». В 2006 году перешёл в махачкалинское «Динамо», с которым выступал в 1/16 финала Кубка России, где отметился забитым мячом в ворота «Луча-Энергии». После того, как «Динамо» лишилось профессионального статуса, перебрался в «Ротор», однако в августе 2007 года перешёл в «Динамо-Воронеж». В 2008 году вернулся в «Волгу». В сезоне 2011/2012 годов Столбовой выступал за «Подолье» (провёл 21 матч и забил всего 1 гол) и смоленский «Днепр» (6 матчей, 3 мяча). Следующий сезон провёл в клубе «Луч-Энергия» Владивосток. Летом 2013 года присоединился к дзержинскому «Химику», весной 2014 года выступал за пензенский «Зенит», сезон-2014/15 вновь провёл в «Химике», после чего вернулся во Владивосток. В 2017 году покинул «Луч-Энергию». Сезон 2017/2018 начал в «Роторе», однако через полгода вернулся в «Луч-Энергию». В следующем сезоне играл за «Волгарь». С июля по ноябрь 2019 года выступал за клуб «Интер» Черкесск.